# Caldas da Rainha — Santo Onofre e Serra do Bouro
Caldas da Rainha — Santo Onofre e Serra do Bouro (llamada oficialmente União das Freguesias de Caldas da Rainha — Santo Onofre e Serra do Bouro) es una freguesia portuguesa del municipio de Caldas da Rainha.

## Historia
Fue creada el 28 de enero de 2013 con el nombre de União das Freguesias das Caldas da Rainha — Santo Onofre e Serra do Bouro en aplicación de una resolución de la Asamblea de la República de Portugal promulgada el 16 de enero de 2013 con la unión de las freguesias de Santo Onofre y Serra do Bouro, pasando su sede a estar situada en la antigua freguesia de Santo Onofre. Esta denominación se mantuvo hasta el 28 de marzo de 2013 que pasó a su actual nombre en aplicación de la Declaración de Rectificación n.º 19/2013 que corregía su denominación.

## Demografía
| Gráfica de evolución demográfica de Caldas da Rainha — Santo Onofre e Serra do Bouro entre 2011 y 2021 |
| |
| Datos según el nomenclátor publicado por el INE portugués.                                             |